# Copa espanyola de bàsquet femenina 1943
La I Copa del Generalíssim de bàsquet femenina (oficialment en castellà, Copa de S.E. el Generalísimo) fou la primera edició de la Copa espanyola de bàsquet. Se celebrà el 28 de juny de 1943 al Frontó Balear de Palma i fou organitzada per la Federació Espanyola de Basquetbol. Hi participaren el RCD Espanyol, com a campió de Catalunya, i el Reial Madrid Basketball, com a campió de Castella. La competició és considerada el primer campionat de bàsquet femení a escala estatal.
Es proclamà campió el RCD Espanyol per primer i únic cop a la seva història, que guanyà per 13 a 10 al Reial Madrid, i, d'aquesta forma, aconseguí el segon títol de la temporada després de la consecució del Campionat de Catalunya. Individualment, destacà la jugadora catalana Josefina Tomàs, màxima anotadora del partit, anotant deu dels tretze punts del seu equip. Per part madrilenya, destacà Isabel Bello amb set punts.
La capitana de l'equip blanc-i-blau, Ana Maria Cabanes, fou la primera jugadora de la història que aixecà el títol de copa.

## Final
| 28 de juny de 1943 11:00 CET Informe | RCD Espanyol                   | 13–10 | Reial Madrid Basketball | Frontó Balear, Palma Àrbitres: Torres |
| 28 de juny de 1943 11:00 CET Informe | Resultat per meitats: 7-4, 6-6 |       |                         | Frontó Balear, Palma Àrbitres: Torres |
| 28 de juny de 1943 11:00 CET Informe | Pts: Tomàs 10                  |       | Pts: Bello 7            | Frontó Balear, Palma Àrbitres: Torres |

| RCD Espanyol | Reial Madrid |

| #     | Pos.  | Jugadora          | Pts |
| ----- | ----- | ----------------- | --- |
|       |       | Ana Maria Cabanes | 0   |
|       |       | Lhorman           | 0   |
|       |       | Margarita Mira    | 3   |
|       |       | Josefina Tomàs    | 10  |
|       |       | Matilde Barrera   | 0   |
|       |       | Rosalía Peón      | 0   |
| Total | Total | Total             | 13  |

| Campió de la Copa del Generalíssim 1943 |
| --------------------------------------- |
| RCD Espanyol Primer títol               |

| #     | Pos.  | Jugadora     | Pts |
| ----- | ----- | ------------ | --- |
|       |       | Isabel Bello | 7   |
|       |       | Bermejo      | 0   |
|       |       | San Nicolás  | 2   |
|       |       | López        | 1   |
|       |       | Del Campo    | 0   |
|       |       | Rodríguez    | 0   |
|       |       | Diéguez      | 0   |
| Total | Total | Total        | 10  |